# Leucania amnicola
Leucania amnicola là một loài bướm đêm trong họ Noctuidae.